# Casino Cultural (Almería)
El Casino Cultural, antiguo palacete de Emilio Pérez, es un edificio histórico de la ciudad de Almería (Comunidad Autónoma de Andalucía, España) clasificado como Monumento Histórico-Artístico desde 1982 y como Bien de Interés Cultural desde el 7 de marzo de 1985.

## Historia
Se trata de una vivienda palaciega burguesa proyectada en estilo historicista por el arquitecto almeriense Enrique López Rull en 1888 como vivienda para Emilio Pérez Ibáñez, destacado miembro de la burguesía almeriense durante la Restauración.
La institución del Casino Cultural había sido fundada en 1840 por Joaquín Vilches y quedó definitivamente instalada en el Paseo de Almería en 1905, si bien hasta los años 20 no se reformaron y decoraron sus salones de baile (particularmente el Salón Árabe y la baranda de la escalera principal, de gran belleza), adecuándolo para celebrar bailes, tertulias y juegos como el billar o el ajedrez. Se convirtió en el punto de encuentro de la burguesía almeriense del momento.
El edificio se vio dañado durante la Guerra Civil, lo que conllevó su abandono pese a su remozado en 1940. En los años 50 se convirtió en casino de juegos de azar, hasta que fue adquirido por el gobierno andaluz y protegido.  Actualmente alberga la Delegación de Gobernación de la Junta de Andalucía.

## Descripción
Tiene dos plantas (la baja de arenisca clara y la superior de ladrillo rojo) sobre sótano y un patio lateral abierto más otras dependencias menores. Su carácter monumental aparece en el volumen aislado y la fachada, destacando su decoración de pilastras, frontones y balaustradas, con tres vanos por planta, puerta de carruajes y balcón corrido de carácter clasicista.
El interior consta de un vestíbulo cubierto por una claraboya acristalada y unas amplias escaleras de mármol que dan paso a la Sala Árabe que destaca por su decoración de yeserías, alicatados y atauriques.
Destacan las pinturas de tema mitológico de Carlos López Redondo, director a la sazón de la  de Artes de Almería, y la ornamentación árabe de Aurelio Rus Pérez, artista granadino.